# Neuapostolische Kirche Linz

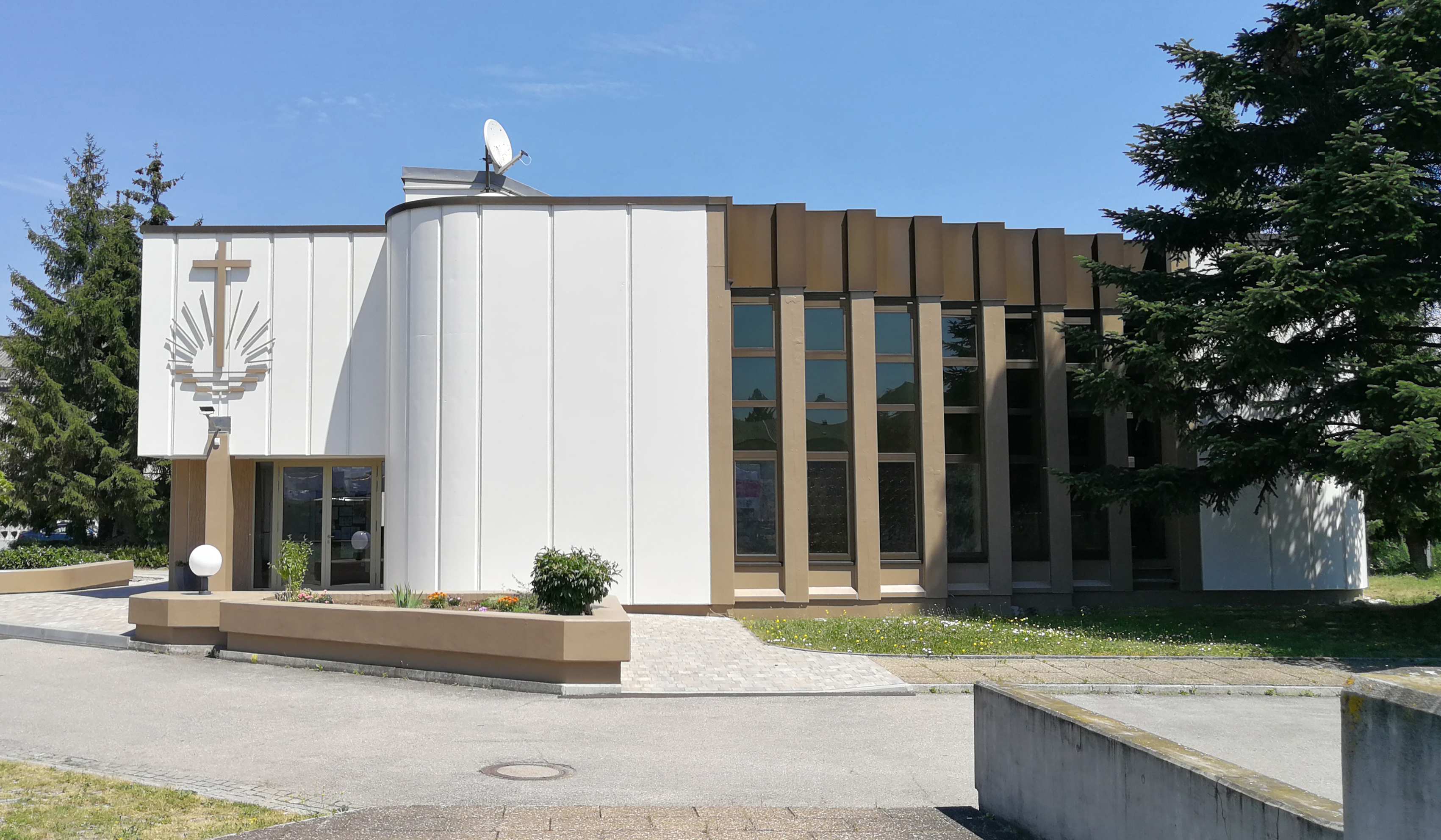
Neuapostolische Kirche Linz – Außenansicht

Die Neuapostolische Kirche Linz ist eine neuapostolische Kirche im Linzer Stadtteil Scharlinz. Sie wurde zwischen 1980 und 1982 nach Plänen von Hans Ritt errichtet.
Die Neuapostolische Kirche wurde Anfang der 1980er Jahre am Grundstück Prechtlerstraße 14 nahe der katholischen Pfarrkirche St. Antonius erbaut. Das Gelände, auf dem sich die Kirche befindet, liegt inmitten einer umzäunten Grünfläche und umfasst neben der Kirche auch Nebengebäude und einen Parkplatz. Beim Kirchenbau selbst handelt sich um einen längsrechteckigen, an der Westseite stufenweise eingezogenen Kirchenbau in Stahlbeton-Skelettbauweise mit Ziegelausfachung, wobei die Betonsichtflächen stark gegliedert und durch reliefartige Strukturen akzentuiert wurden. Das Dach wurde als einschaliges Flachdach mit Kupfereindeckung ausgeführt. Der Eingang befindet sich in der Nordwestecke und ist durch einen Rücksprung in der Fassade überdacht. Darüber befindet sich das Emblem der Neuapostolischen Kirche mit Kreuz-, Sonnen- und Wassersymbol.
Der Innenraum der Kirche ist nach Süden orientiert und wird durch die gestaffelte Westwand großflächig ausgeleuchtet. Über dem Eingang befindet sich eine von der Vorhalle aus erreichbare Empore mit vorkragender Brüstung. Die Vorhalle beherbergt eine Garderobe, den Ämterraum (Sakristei) sowie einen dem Kirchensaal zugewandten Raum, der für Eltern mit Kleinkindern zur Teilnahme am Gottesdienst vorgesehen ist. Der Altarbereich wurde vom Architekten um eine Stufe erhöht und mit Kunststeinplatten ausgelegt. Die Decke ließ er als untergehängte Flachdecke mit reliefierten Gipskarton-Platten und dazwischenliegenden Kieferholzbändern sowie versenkten Deckenleuchten ausführen. Das nüchterne Innere der Kirche wird lediglich durch das Emblem der Neuapostolischen Kirche an der südlichen Schiffwand aufgelockert. Ausgestattet ist der Kirchenbau zudem mit einem Altar aus Marmor mit einer Tischplatte aus Leimholz, der auf einem Kunststeinsockel ruht, sowie einer Orgel an der östlichen Schiffwand, deren Gehäuse ebenfalls von Hans Ritt entworfen wurde. Das Gestühl der Kirche wurde in zwei Blöcke gegliedert und aus Sperrholz mit Stoffauflage ausgeführt.

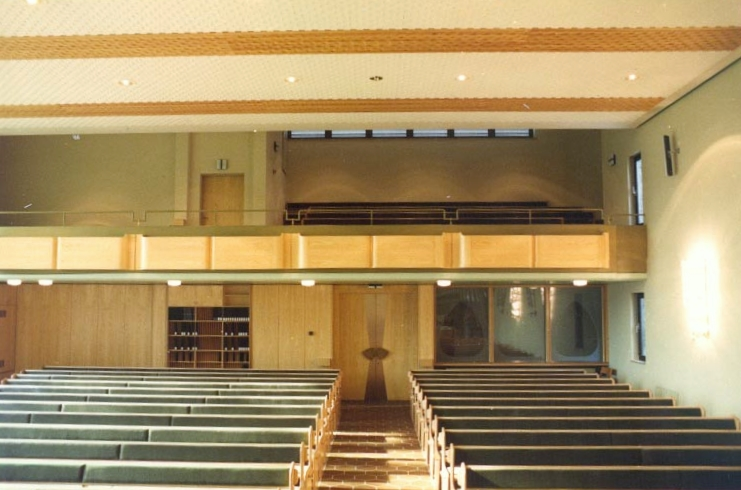
Neuapostolische Kirche Linz – Innenansicht Richtung Empore
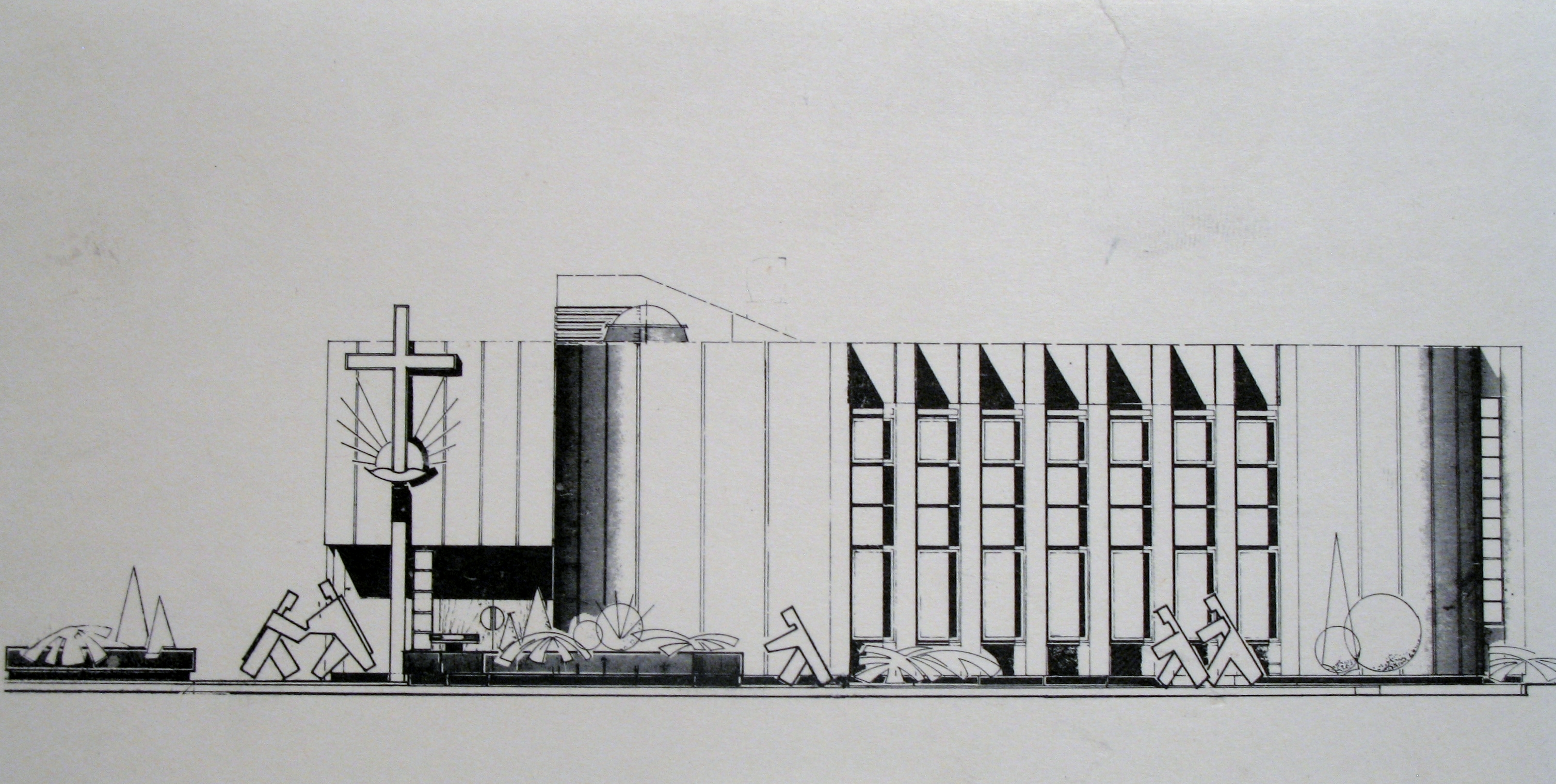
Neuapostolische Kirche Linz – Planansicht außen, von Architekt Hans Ritt
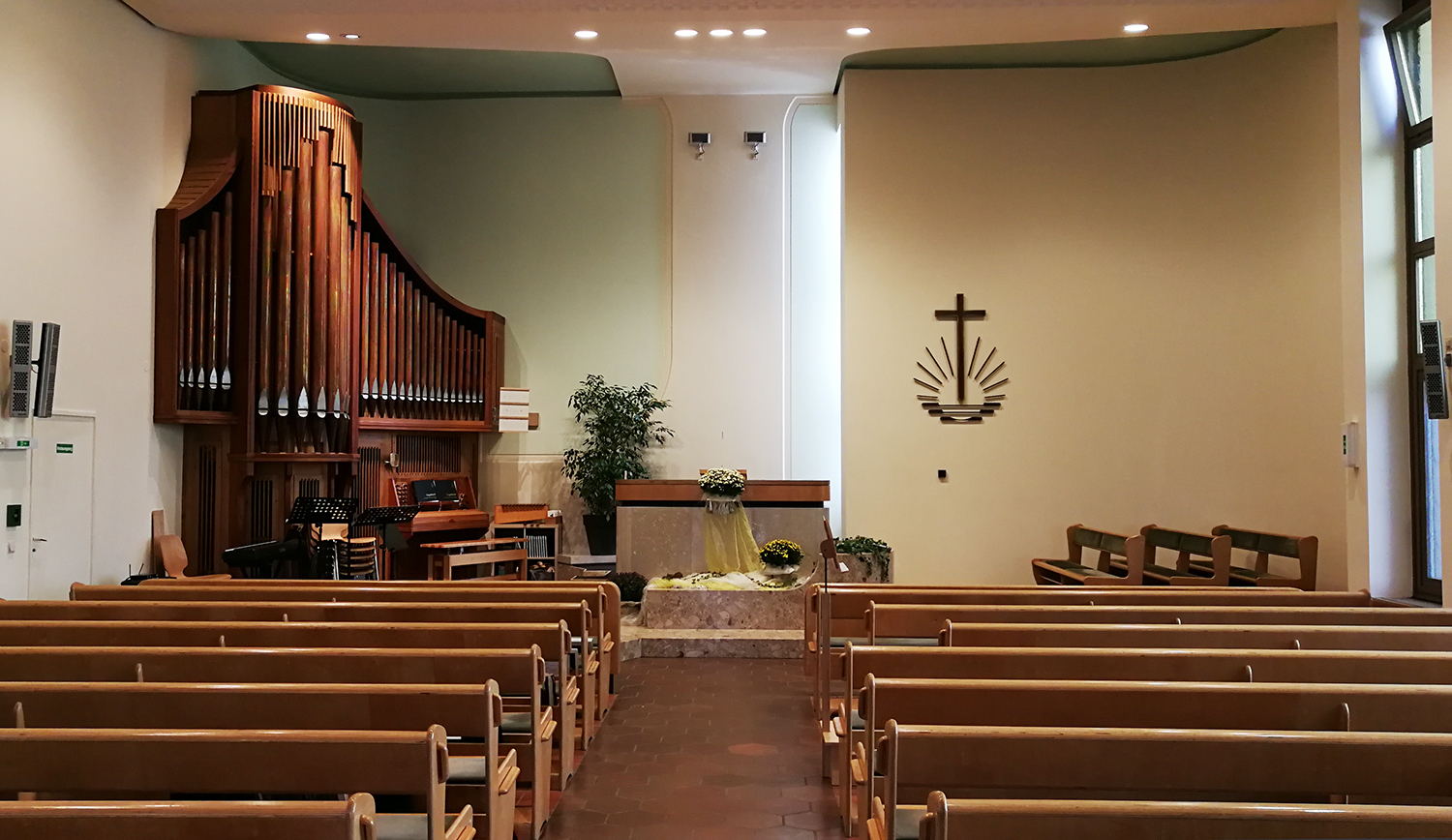
Neuapostolische Kirche Linz – Innenansicht Richtung Altar und Orgel